# Nuoto ai campionati mondiali di nuoto 2022 - 100 metri rana femminili
La gara di nuoto dei 100 metri rana femminili dei campionati mondiali di nuoto 2022 è stata disputata il 19 e 20 giugno 2022 presso la Duna Aréna di Budapest. Vi hanno preso parte 52 atlete provenienti da 46 nazioni.
La competizione è stata vinta dalla nuotatrice italiana Benedetta Pilato, mentre l'argento e il bronzo sono andati rispettivamente alla tedesca Anna Elendt e alla lituana Rūta Meilutytė.

## Podio
| Posizione | Atleta           | Nazionalità |
| --------- | ---------------- | ----------- |
| Oro       | Benedetta Pilato | Italia      |
| Argento   | Anna Elendt      | Germania    |
| Bronzo    | Rūta Meilutytė   | Lituania    |

## Programma
| Data           | Ora (UTC+2) | Turno      |
| -------------- | ----------- | ---------- |
| 19 giugno 2022 | 09:32       | Batterie   |
| 19 giugno 2022 | 18:29       | Semifinali |
| 20 giugno 2022 | 19:48       | Finale     |

## Record
Prima della competizione il record del mondo e il record dei campionati erano i seguenti:
| Record mondiale       | 1'04"13 | Lilly King Stati Uniti | 25 luglio 2017 Budapest, Ungheria |
| Record dei campionati | 1'04"13 | Lilly King Stati Uniti | 25 luglio 2017 Budapest, Ungheria |

Nel corso della competizione non sono stati migliorati.

## Risultati

### Batterie
| Pos. | Batteria | Corsia | Atleta                  | Nazionalità                   | Tempo   | Note |
| ---- | -------- | ------ | ----------------------- | ----------------------------- | ------- | ---- |
| 1    | 6        | 6      | Tang Qianting           | Cina                          | 1'05"99 | Q    |
| 2    | 6        | 2      | Jenna Strauch           | Australia                     | 1'06"16 | Q    |
| 3    | 4        | 4      | Annie Lazor             | Stati Uniti                   | 1'06"33 | Q    |
| 4    | 5        | 3      | Arianna Castiglioni     | Italia                        | 1'06"49 | Q    |
| 5    | 6        | 5      | Anna Elendt             | Germania                      | 1'06"54 | Q    |
| 6    | 4        | 5      | Sophie Hansson          | Svezia                        | 1'06"61 | Q    |
| 7    | 6        | 4      | Lilly King              | Stati Uniti                   | 1'06"65 | Q    |
| 8    | 4        | 3      | Benedetta Pilato        | Italia                        | 1'06"68 | Q    |
| 9    | 4        | 1      | Rūta Meilutytė          | Lituania                      | 1'06"71 | Q    |
| 10   | 6        | 3      | Lara van Niekerk        | Sudafrica                     | 1'06"75 | Q    |
| 11   | 5        | 6      | Molly Renshaw           | Gran Bretagna                 | 1'06"83 | Q    |
| 12   | 4        | 6      | Kotryna Teterevkova     | Lituania                      | 1'06"97 | Q    |
| 13   | 5        | 2      | Eneli Jefimova          | Estonia                       | 1'07"09 | Q    |
| 14   | 6        | 1      | Tes Schouten            | Paesi Bassi                   | 1'07"18 | Q    |
| 15   | 5        | 5      | Yu Jingyao              | Cina                          | 1'07"19 | Q    |
| 1 6  | 5        | 4      | Reona Aoki              | Giappone                      | 1'07"35 | Q    |
| 17   | 6        | 8      | Jhennifer Conceição     | Brasile                       | 1'07"40 |      |
| 18   | 5        | 7      | Anastasia Gorbenko      | Israele                       | 1'07"88 |      |
| 19   | 4        | 7      | Abbey Harkin            | Australia                     | 1'08"12 |      |
| 20   | 5        | 1      | Jessica Vall            | Spagna                        | 1'08"38 |      |
| 21   | 3        | 6      | Moon Su-a               | Corea del Sud                 | 1'08"50 |      |
| 22   | 6        | 0      | Letitia Sim             | Singapore                     | 1'08"59 |      |
| 23   | 4        | 9      | Macarena Ceballos       | Argentina                     | 1'08"63 |      |
| 24   | 5        | 8      | Sophie Angus            | Canada                        | 1'08"76 |      |
| 25   | 4        | 0      | Melissa Rodríguez       | Messico                       | 1'08"95 |      |
| 26   | 4        | 8      | Florine Gaspard         | Belgio                        | 1'09"22 |      |
| 27   | 3        | 4      | Veera Kivirinta         | Finlandia                     | 1'09"26 |      |
| 28   | 3        | 5      | Kristýna Horská         | Rep. Ceca                     | 1'09"39 |      |
| 29   | 3        | 8      | Kamila Isaieva          | Ucraina                       | 1'09"66 |      |
| 30   | 3        | 3      | Adèle Blanchetière      | Francia                       | 1'09"68 |      |
| 31   | 6        | 7      | Emelie Fast             | Svezia                        | 1'09"81 |      |
| 32   | 2        | 4      | Nicole Frank            | Uruguay                       | 1'10"48 |      |
| 33   | 3        | 0      | Karina Vivas            | Colombia                      | 1'10"60 |      |
| 34   | 6        | 9      | Diana Petkova           | Bulgaria                      | 1'10"81 |      |
| 35   | 3        | 1      | Maria Drasidou          | Grecia                        | 1'11"00 |      |
| 36   | 5        | 0      | Petra Halmai            | Ungheria                      | 1'11"09 |      |
| 37   | 3        | 2      | Lena Kreundl            | Austria                       | 1'11"24 |      |
| 38   | 2        | 3      | Emily Santos            | Panama                        | 1'12"11 |      |
| 39   | 2        | 6      | Adelaida Pchelintseva   | Kazakistan                    | 1'12"40 |      |
| 40   | 3        | 7      | Lin Pei-wun             | Taipei cinese                 | 1'13"09 |      |
| 41   | 3        | 9      | Lillian Hoggs           | Bahamas                       | 1'13"13 |      |
| 42   | 2        | 5      | Phiangkhwan Pawapotako  | Thailandia                    | 1'13"23 |      |
| 43   | 2        | 1      | Tessa Ip Hen Cheung     | Mauritius                     | 1'14"83 |      |
| 44   | 2        | 2      | Kirsten Fisher-Marsters | Isole Cook                    | 1'15"57 |      |
| 45   | 2        | 7      | Marina Abu Shamaleh     | Palestina                     | 1'15"80 |      |
| 46   | 2        | 0      | Polyxeni Toumazou       | Cipro                         | 1'16"14 |      |
| 47   | 1        | 3      | Duana Lama              | Nepal                         | 1'17"58 |      |
| 48   | 2        | 8      | Jayla Pina              | Capo Verde                    | 1'18"02 |      |
| 49   | 2        | 9      | Maria Freitas           | Angola                        | 1'18"55 |      |
| 50   | 1        | 4      | Lara Dashti             | Kuwait                        | 1'21"00 |      |
| 51   | 1        | 6      | Makelyta Singsombath    | Laos                          | 1'22"75 |      |
| 52   | 1        | 5      | Maria Battalones        | Isole Marianne Settentrionali | 1'26"01 |      |
| -    | 4        | 2      | Lisa Mamié              | Svizzera                      | -       | dns  |
| -    | 5        | 9      | Phee Jinq En            | Malaysia                      | -       | dns  |

### Semifinali
| Pos. | Semifinale | Corsia | Atleta              | Nazionalità   | Tempo   | Note |
| ---- | ---------- | ------ | ------------------- | ------------- | ------- | ---- |
| 1    | 2          | 3      | Anna Elendt         | Germania      | 1'05"62 | Q    |
| 2    | 1          | 6      | Benedetta Pilato    | Italia        | 1'05"88 | Q    |
| 3    | 2          | 4      | Tang Qianting       | Cina          | 1'05"97 | Q    |
| 4    | 2          | 2      | Rūta Meilutytė      | Lituania      | 1'06"04 | Q    |
| 5    | 1          | 8      | Reona Aoki          | Giappone      | 1'06"07 | Q    |
| 6    | 1          | 3      | Sophie Hansson      | Svezia        | 1'06"30 | Q    |
| 7    | 2          | 7      | Molly Renshaw       | Gran Bretagna | 1'06"39 | Q    |
| 8    | 2          | 6      | Lilly King          | Stati Uniti   | 1'06"40 | Q    |
| 9    | 2          | 1      | Eneli Jefimova      | Estonia       | 1'06"48 |      |
| 10   | 1          | 4      | Jenna Strauch       | Australia     | 1'06"49 |      |
| 11   | 1          | 5      | Arianna Castiglioni | Italia        | 1'06"59 |      |
| 12   | 1          | 7      | Kotryna Teterevkova | Lituania      | 1'06"74 |      |
| 13   | 1          | 2      | Lara van Niekerk    | Sudafrica     | 1'06"75 |      |
| 14   | 2          | 8      | Yu Jingyao          | Cina          | 1'06"78 |      |
| 15   | 1          | 1      | Tes Schouten        | Paesi Bassi   | 1'07"20 |      |
| -    | 2          | 5      | Annie Lazor         | Stati Uniti   | -       | dq   |

### Finale
| Pos.    | Corsia | Atleta           | Nazionalità   | Tempo   | Note |
| ------- | ------ | ---------------- | ------------- | ------- | ---- |
| Oro     | 5      | Benedetta Pilato | Italia        | 1'05"93 |      |
| Argento | 4      | Anna Elendt      | Germania      | 1'05"98 |      |
| Bronzo  | 6      | Rūta Meilutytė   | Lituania      | 1'06"02 |      |
| 4       | 8      | Lilly King       | Stati Uniti   | 1'06"07 |      |
| 5       | 2      | Reona Aoki       | Giappone      | 1'06"38 |      |
| 6       | 7      | Sophie Hansson   | Svezia        | 1'06"39 |      |
| 7       | 3      | Tang Qianting    | Cina          | 1'06"41 |      |
| 8       | 1      | Molly Renshaw    | Gran Bretagna | 1'06"60 |      |